# 노자키촌 (와카야마현)
노자키촌(野崎村)은 와카야마현 가이소군에 있던 촌이다. 

## 역사
- 1889년 4월 1일 - 정촌제 시행에 의해 나구사군 노자키촌이 성립하였다.
- 1896년 4월 1일 - 아마군, 나구사군과 합병해 가이소군이 되었다.
- 1940년 2월 1일 - 시정촌 합병에 의해 산타촌, 기미이데라정과 함께 와카야마시에 편입되었다.

## 참고문헌
- 角川日本地名大辞典 30 和歌山県